# Jerry Karpeh
Boima „Jerry“ Karpeh (* 16. Juni 1984 in Liberia) ist ein liberianisch-australischer ehemaliger Fußballspieler.

## Karriere
Karpeh floh im Alter von sechs Jahren mit seiner Familie wegen des Bürgerkriegs aus Liberia nach Nigeria und kam schließlich als Flüchtling ins westaustralische Perth. Dort machte er seine ersten fußballerischen Schritte im Erwachsenenbereich in der Reserve des Perth SC, bevor er zu den Dianella White Eagles in die First Division von Western Australia, die zweithöchste Spielklasse auf Bundesstaatsebene, wechselte.
Nachdem er 2002 mit 13 Saisontreffern viertbester Torschütze der First Division wurde, erfolgte zur Saison 2003 der Wechsel zum ambitionierteren Ligakonkurrenten Bayswater City SC; zudem nahm er im Frühjahr 2003 als Gastspieler der APIA Leichhardt Tigers am Torneo di Viareggio in Italien teil. Mit 21 Saisontoren war er 2003 zweitbester Torschütze der Liga und stieg durch den Gewinn des Meistertitel mit Bayswater in die Premier League von Western Australia auf. Dort gelang 2004 knapp der Klassenerhalt, bevor er Mitte der folgenden Saison zum Ligakonkurrenten Fremantle City SC wechselte, der die Saison allerdings auf einem Abstiegsplatz abschloss. Mit seinem Wechsel zu Floreat Athena blieb Karpeh auch für die Spielzeit 2006 in der höchsten Spielklasse auf Bundesstaatsebene und erlebte 2007 seine erfolgreichste Saison. Mit 25 Toren in 20 Ligaspielen, darunter 4 Hattricks, war er mit Abstand bester Torschütze der Liga und maßgeblich am Gewinn der Meisterschaft, die ohne Saisonniederlage gelang, beteiligt.
Gekrönt wurde das Jahr im November 2007, als er vom lokalen A-League-Klub Perth Glory einen Profivertrag bis Saisonende erhielt. Der Einstieg in den Profibereich mitten in der Saison erwies sich aber nicht als erfolgreich und nach sieben Einsätzen ohne Torerfolg erhielt er am Saisonende keinen neuen Vertrag. Karpeh wechselte daraufhin zu den Whittlesea Zebras in die Victorian Premier League (VPL), der höchsten Spielklasse des Bundesstaates Victoria, der ein höheres Spielniveau als dem Pendant in Western Australia nachgesagt wird. Eine zeitnahe Rückkehr in die A-League verpasste er nach einem erfolglosen Probetraining beim neuseeländischen Vertreter Wellington Phoenix im Mai 2008. Von 2009 bis 2010 war Karpeh zwei Spielzeiten lang für die Oakleigh Cannons in der VPL aktiv. Im Januar 2011 unterzeichnete er einen Vertrag über sechs Monate mit dem indischen Klub Churchill Brothers SC, zuvor hatte Karpeh zudem Probetrainings bei Home United (Singapur) und dem FC Chonburi (Thailand) absolviert. Nach einem halben Jahr in Indien wechselte er nach Indonesien zu Persisam Putra Samarinda in die Indonesia Super League. Im Juli 2012 kehrte er nach Perth zurück und absolvierte einige Spiele für den Balcatta SC, bevor er Anfang 2013 einen Vertrag beim indonesischen Klub Persiram Raja Ampat unterzeichnete. Bereits kurze Zeit später wechselte er erneut nach Indien zum Pune FC, die ihn für die Endphase der Saison als Ersatz für den Japaner Daisuke Nishiguchi verpflichteten. Mit sechs Treffern in sieben Einsätzen verhalf er Pune noch auf den zweiten Tabellenplatz, erhielt nach der Saison aber keinen neuen Vertrag und wechselte anschließend innerhalb der Liga zum Sporting Clube de Goa.
Weitere Stationen waren der South China AA in Hongkong und, zurück in Australien, zwei unterklassige Vereine.